# Aleix IV Àngel
Aleix IV Àngel (en grec: Ἄλεξις o Ἀλέξιος Ἄγγελος, en llatí: Alexius IV Angelus) (vers 1182-8 de febrer del 1204) fou emperador romà d'Orient del 29 de juliol del 1203 al 28 de gener del 1204, nominalment junt al seu pare. Era fill de l'emperador Isaac II Àngel i l'emperadriu Irene, i nebot de l'emperador Aleix III Àngel. Va arribar al poder gràcies als croats però el descontrol d'aquestes tropes va ser la causa de la seva deposició per una revolta sorgida del poble i encapçalada per Aleix V Ducas.

## Ascens al poder
El 1195 el seu oncle, Aleix III Àngel, va enderrocar el seu pare, al qual va fer cegar i empresonar. Aleix fou també empresonat. El 1201 es va poder escapar amb l'ajut de dos vaixells pisans, que el van portar cap al Sacre Imperi on es va refugiar a la cort del seu cunyat Felip de Suàbia. Allà es va trobar amb el marquès Bonifaci I de Montferrat, cosí de Felip, que acabava de ser elegit cap de la Quarta Croada amb objectiu principal Egipte i que, per anar a veure al seu cosí, havia deixat els croats ocupats en el setge de Zara, desobeint les ordres del papa Innocenci III que havia decretat no atacar cap ciutat cristiana. Aleix i Bonifaci van discutir de desviar la croada cap a Constantinoble per restaurar al tron el seu pare, que estava presoner allí; a canvi va oferir deu mil soldats romans d'Orient per després anar a Egipte, mantenir 500 cavallers a Terra Santa, el servei de la marina romana d'Orient per transportar els croats a Egipte, diners que es pagarien als croats i que, de moment, avançaria Venècia (200.000 marcs de plata). Aleix va anar a visitar el papa per obtenir-ne el consentiment i li va prometre que les esglésies oriental i occidental s'unirien i s'acabaria el cisma, i que l'església grega quedaria sota autoritat del papa.
Aleix va anar amb Bonifaci que es va unir als croats a Corfú; els venecians van acceptar el pla. Quan els croats van arribar a la vora de la ciutat no hi va haver símptomes de rebel·lió contra Aleix III, atès que Aleix III havia fugit el 13 d'abril. Els croats van decidir prendre la ciutat que fou assaltada la nit del 17 al 18 de juliol del 1203 i el matí del dia 18 els croats dominaven la situació. Els croats van saquejar la ciutat durant tres dies. Isaac II fou tret de la presó pel poble refiant-se que així aturarien el saqueig dels croats, i el van proclamar emperador, tot i que la ceguera li impedia exercir el càrrec segons la llei. Els croats van acceptar aquesta proclamació, com havien acordat amb el seu fill, però veient la seva incapacitació física i que els anys d'empresonament l'havien afectat també mentalment, li van imposar l'associació amb el fill. El 29 de juliol del 1203 Aleix IV era coronat emperador junt amb el seu pare i l'1 d'agost va fer el seu primer acte oficial. Això no obstant, el títol de tots dos va ser una mena de títol honorífic o provisional, ja que els croats tenien pensat instaurar l'Imperi Llatí i el govern d'Aleix IV seria semblant al d'un rei supeditat al nou emperador llatí que encara calia decidir qui seria. Havien acordat que una delegació formada per sis croats i sis venecians escollirien el nou emperador llatí i aquest tindria com a domini una quarta part de l'antic Imperi Romà d'Orient, mentre que els venecians i els caps croats es repartirien la resta del territori i en serien senyors vassalls.

## La fi dels Àngels
Bonifaci I de Montferrat es va establir al palau imperial de Constantinoble, planejava casar-se amb la vídua d'Isaac II i esperava ser escollit emperador llatí. Però quan el papa va saber el descontrol amb què havia actuat el seu exèrcit croat i el saqueig que havien patit els ciutadans romans d'Orient, s'hi va oposar a la seva elecció. Els venecians van preferir el comte Balduí de Flandes, que finalment fou el candidat escollit.
Isaac sabia que no podria pagar les sumes promeses però Aleix va aconseguir més de la meitat expropiant als enemics i alguns tresors de les esglésies. També va intentar eliminar el seu oncle Isaac III que mantenia el control de part de Tràcia i Grècia, i va enviar soldats a saquejar Tràcia cosa que va enemistar els ciutadans de Constantinoble amb l'emperador i amb els croats.
L'imperi estava, de fet, dividit entre diversos insurrectes que no acceptaven l'autoritat imperial, ni la d'Aleix IV, ni la de Balduí:
- Lleó Esgur, un magnat que governava part de Grècia incloent Corint, Nàuplia i Tebes.
- Lleó Gabales, un altre magnat que controlava l'illa de Rodes.
- Aldobrandini, governava Atalea.
- Sabas Asidè, a Priene (vall del riu Meandre).
- Teodor Mangafàs, a Filadelfia.
- Manuel Maurozomes, (est de la vall del riu Meandre).
- Teodor Lascaris, al nord-oest d'Anatòlia.
- Aleix III Àngel era a Mosinòpolis, controlant l'oest de Tràcia i Tessalònica.
- Aleix Ducas a Tzurúlon, a l'est de Tràcia.
- David i Aleix Comnè, nets d'Andrònic I Comnè s'havien apoderat de la regió del Pont.

El desembre del 1203 van esclatar disturbis entre el poble i els croats; molts estrangers foren massacrats per les masses enfurismades. Els croats van exigir a Aleix el compliment de les seves promeses però aquest no podia fer res ("no puc fer més del que ja he fet", va dir). Aleix havia perdut el suport popular i també el del seu pare que de fet havia estat privat de tot poder i no estava content de compartir el poder; sembla que fou el mateix pare el que va fer córrer els rumors sobre la depravació sexual d'Aleix, de qui es deia que s'havia vist en companyia d'altres homes depravats. El gener del 1204 Aleix va intentar eliminar els croats incendiant 17 vaixells croats i empenyent-los contra la flota veneciana; l'intent va fracassar.
A final de mes va esclatar una revolta popular i els rebels van intentar proclamar un nou emperador romà d'Orient. Llavors Aleix va provar de reconciliar-se amb els croats i buscar el seu suport i va encarregar la missió de negociar amb els caps de la croada al cortesà Aleix Ducas conegut pel sobrenom Murzufle (‘cellut’) que era oposat a la presència dels occidentals. Aquest va aprofitar la situació, va donar un cop d'estat i va empresonar Aleix IV i el seu pare Isaac II la nit del 27 al 28 de gener del 1204. Isaac va morir ràpidament, segons uns per l'edat, segons altres per un cop causat pels esdeveniments, i segons d'altres enverinat. Aleix, el darrer de la dinastia dels Àngels, fou executat el 8 de febrer. Aleix Ducas es va proclamar emperador (Aleix V Ducas).